# Mandas
Mandas település Olaszországban, Szardínia régióban, Cagliari megyében. Lakosainak száma 2004 fő (2023. január 1.). Mandas Escolca, Gergei, Nurri, Siurgus Donigala, Gesico, Serri és Suelli községekkel határos.

## Közlekedés

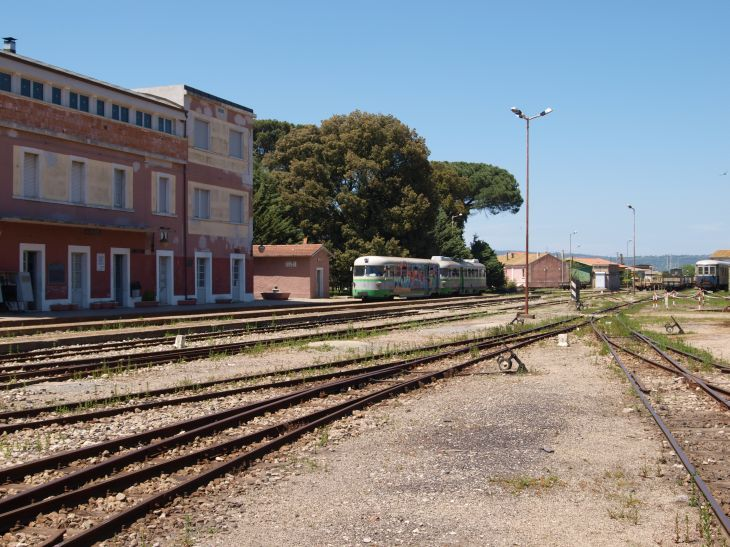
Mandas vasútállomás 2009-ben

Mandasban a Mandas–Arbatax-vasútvonal leágazik az Isili felé vezető vonalról, és innen indulnak a Sorgorno felé tartó turista vonatok. Több buszjárat is itt találkozik.